# 디우 전투

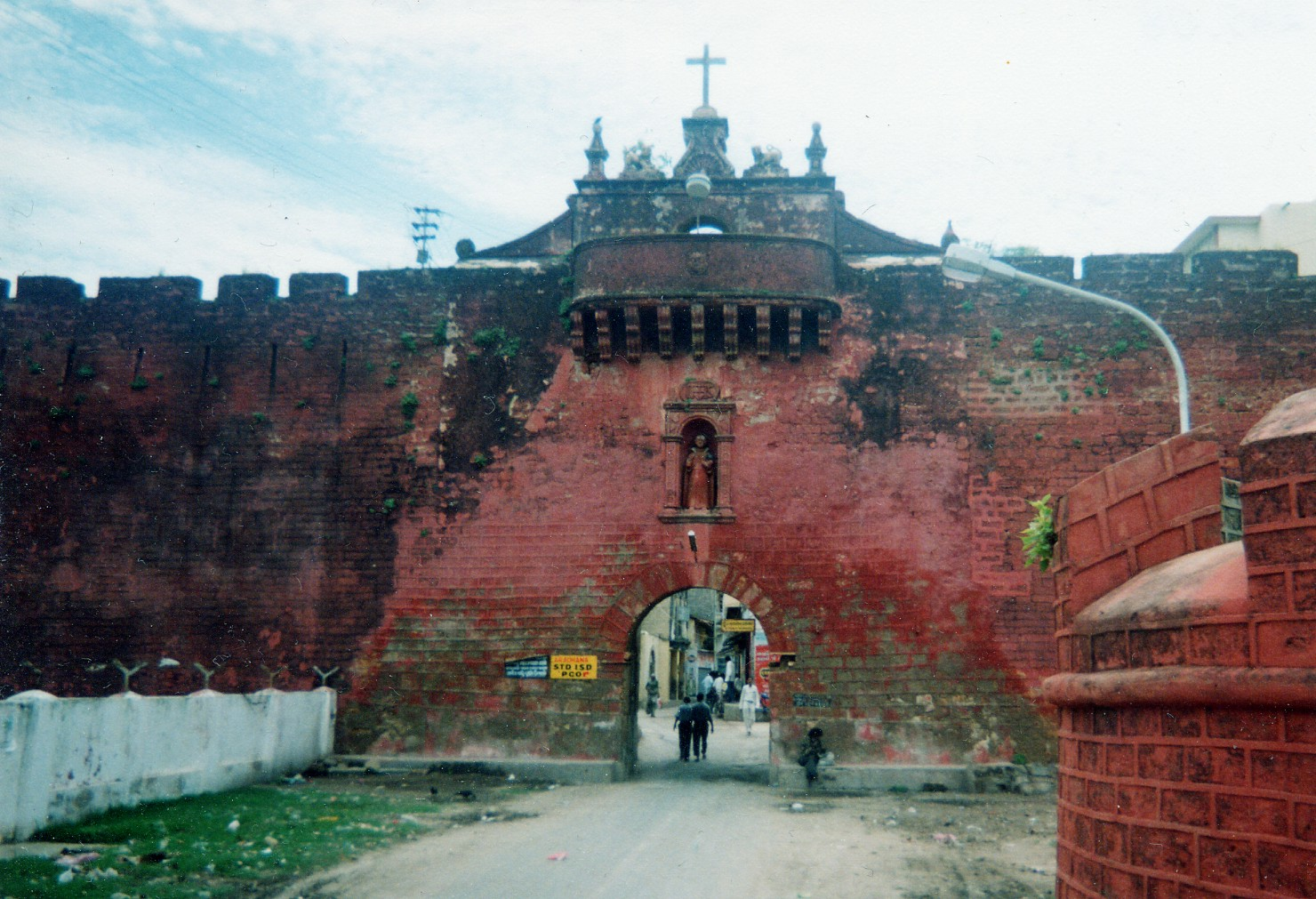

디우 전투(Batalha de Diu, Diu Muharebesi)는 1509년 2월 3일 아라비아해의 디우 부근에서 발발한 포르투갈-비자야나가라 연합군과 구자라트-맘루크 연합군 간의 해전이다.
전투 결과 포르투갈이 승리하여 인도양 내의 제해권을 얻게 되었다. 디우는 인도산 향신료의 중요 수출항이었기 때문에 포르투갈로서는 반드시 차지해야 했던 지역이다.
디우 전투는 레판토 해전, 트라팔가르 해전과 유사한 섬멸전이었으며 세계 해전 사상 가장 중요한 전투 중 하나로서 제2차 세계 대전에 이르기까지 아시아 해역의 유럽 지배의 시작점을 의미했다.

## 같이 보기
- 아폰수 드 알부케르크
- 포르투갈의 고아 정복
- 포르투갈령 인도